# 9449 Petrbondy
9449 Petrbondy este un asteroid din centura principală de asteroizi.

## Descriere
9449 Petrbondy este un asteroid din centura principală de asteroizi. A fost descoperit pe 4 noiembrie 1997 la Observatorul din Ondřejov de Lenka Šarounová. Asteroidul prezintă o orbită caracterizată de o semiaxă mare de 2,99 ua, o excentricitate de 0,06 și o înclinație de 8,9° în raport cu ecliptica.